# Romantyzm jenajski

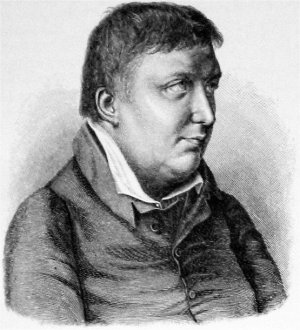
Friedrich Schlegel, najbardziej znany przedstawiciel romantyzmu jenajskiego

Romantyzm jenajski – ruch w historii sztuki i historii idei, włączany do ogólniejszego nurtu niemieckiego romantyzmu jako „wczesna romantyka” (Frühromantik). Okres ten umieszcza się zazwyczaj między latem 1797 (pierwsze fragmenty Friedricha Schlegla drukowane w piśmie „Lyceum”) i latem 1801 (śmierć Novalisa, śmierć Wackenrodera, tom Charakteristiken und Kritiken braci Schleglów, podsumowujący ich twórczość), jest to zatem okres działalności głównego czasopisma Jenajczyków: „Athenaeum” (1798–1800). Michał Paweł Markowski proponuje jednak rozszerzenie wczesnej romantyki na okres od spotkania dwóch dwudziestolatków: Novalisa i Friedricha Schlegla, które było początkiem ich wiernej przyjaźni, do roku 1812, w którym Friedrich Schlegel wygłosił w Wiedniu wykłady o literaturze Geschichte der alten und neuen Literatur. W owym czasie w Jenie wykładali m.in.: Johann Gottlieb Fichte, Georg Wilhelm Friedrich Hegel, Friedrich Schiller i Friedrich Wilhelm Joseph von Schelling. Do najwybitniejszych przedstawicieli ruchu zalicza się: Friedricha Schlegla, Augusta Wilhelma Schlegela, Friedricha von Hardenberga, czyli Novalisa, Friedricha Schleiermachera, Ludwiga Tiecka, Friedricha Wilhelma Josepha von Schellinga oraz Wilhelma H. Wackenrodera.
Określenie „szkoła romantyczna” powstało w 1805 roku i nie było używane przez Jenajczyków. „Odkrycie” romantyzmu jenajskiego nastąpiło dopiero w latach 20. XX wieku, od tamtego czasu daje się zaobserwować ciągły wzrost zainteresowania tą problematyką wśród badaczy.